# Nemophas cyanescens
Nemophas cyanescens là một loài bọ cánh cứng trong họ Cerambycidae.